# 私がお姉ちゃんなんだからね!
『私がお姉ちゃんなんだからね!』（わたしがおねえちゃんなんだからね）は、鰻丸による日本の漫画作品。ウェブコミック誌『FlexComixブラッド』（フレックスコミックス）にて連載された。単行本は全2巻。

## 登場人物
高槻 美空（たかつき みそら）
高校1年生。身長が低く、長身の妹と並ぶと幼児体型であることがさらに強調されるのを嫌っている。しかし、身長のことを除けば妹のことを大切に思っている。
高槻 小鳥（たかつき ことり）
小学5年生。美空の妹だが、身長は姉より圧倒的に高く、胸は舞より大きいため、小学生にみえない。
藤岡 君子（ふじおか きみこ）
美空の友人で同じ1年B組。小さい美空を可愛がっている。
日高 睦月（ひだか むつき）
美空の友人で同じ1年B組。メガネをかけている。君子と同様に美空を可愛がっている。
那須野 舞（なすの まい）
美空の友人で同じ1年B組。巨乳。君子、睦月と同様に美空を可愛がっている。

## 単行本
- 私がお姉ちゃんなんだからね!〈フレックスコミックス〉ソフトバンククリエイティブ、全2巻
  1. 2010年9月11日発売、ISBN 978-4-7973-6140-7[2]
  2. 2011年6月10日発売、ISBN 978-4-7973-6554-2[2]